# Valeriu Garbuz
Valeriu Garbuz (în unele surse Vladimir sau Viaceslav, născut la 25 aprilie 1947 la Chițcani în raionul Căușeni, Republica Moldova) este un milițian sovietic moldovean, infiltrat în grupul de luptători care luptau pentru integritatea teritorială a Republicii Moldova în cadrul războiului moldo-rus (1992) din Transnistria.
Valeriu Garbuz a fost infiltrat de către serviciile secrete ruse în  așa-numitul grup „Ilașcu”, fiind ,,arestat" la 29 mai 1992 (primul arestat din grupul „Ilașcu”), când se afla în drum spre Tiraspol, de către colonelul Vladimir Gorbov, sub acuzația de terorism, incluzând uciderea a doi oficiali militari ai RMN. La acea vreme el făcea parte din Frontul Popular Creștin Democrat (FPCD), care susținea unificarea fostei Republici Sovietice Moldovenești cu România.
Fost milițian sovietic (moldovean), el s-a „alăturat” filialei de la Tiraspol a FPCD condus de către Ilie Ilașcu (1989 -1992). El a mărturisit crimele și actele de terorism, care, spunea el, au fost plănuite de FPCD (Ilașcu) împreună cu Ministerul moldovean al Securității Naționale. La scurt timp după eliberare, Valeriu Garbuz a declarat că a fost maltratat de angajații Ministerului Securității din Tiraspol. Vadim Șevțov, șeful acestui departament, i-a propus să „vorbească conform scenariului” în schimbul eliberării, ceea ce Garbuz a și făcut, el fiind singurul dintre acuzați care a recunoscut toate învinuirile aduse grupului „Ilașcu”, precum și legitimitatea autorității Republicii Moldovenești Nistriene asupra teritoriului transnistrean,.
Din acest motiv el a fost considerat  informator de către ceilalți membri ai grupului „Ilașcu”.
Valeriu Garbuz a fost eliberat la 25 iulie 1994. De frică, a plecat, cu ajutorul generalului Alexandr Lebed, cu traiul definitiv în Federația Rusă, regiunea Reazani.